# School Days (フェイス)
『School Days』（スクールデイズ）は、有限会社フレンズのブランド・Fáce（フェイス）により2000年3月24日に発売されたアダルトゲーム。

## 概要
オムニバス形式で学園内での三角関係を描いている。
本作は以下の3部構成となっており、各話で三角関係が進行し、最終的にはどちらかのヒロインを選択することとなる。
- 第1話 - かわらぬ恋を…
- 第2話 - 恋愛のカタチ
- 第3話 - 心のつばさ

朝・昼・放課後などの時間帯に移動場所を選択することで話を進行させる。それ以外にも、一部にコマンド式選択肢が存在する。また、一部のセックスシーンにはアニメーションが使用されている。
なお、フェイスは1999年に設立された有限会社フレンズのブランドの1つであり、本作はオーバーフローの『School Days』と混同されることがあるが、アニメーションが使用されている、三角関係などの共通点はあるもののまったくの別作品である。

## 登場人物
主人公の名前は初期設定が存在するものの変更も可能であり、ゲームの途中からでも変更できる。声優名は、エンディングクレジットにのみ記載されている。

### 第1話
飯田 英知
第1話の主人公。ユカリの前で素直になれない一方、彼女に対する妄想癖が激しい。空気が読めない性格。
宮内 ユカリ（みやうち ユカリ）
声 - AKIRA
英知の幼馴染。他人に弱みを見せようとしない気丈な性格。たまたま雑誌のピンナップに写真を掲載したことから、学園のアイドル的存在となる。芸能界からスカウトを受け、このまま進むべきか迷っている。
二階堂 麗子（にかいどう れいこ）
声 - 海原エレナ
学園の理事長の孫娘で才色兼備だが、非常に高飛車な性格。近々海外留学の予定あり。たまたま廊下でぶつかったことから、英知と知り合う。他の生徒と違って、自然な態度で自分に接してくる英知に興味を持つ。

### 第2話
岩田 明宏
第2話の主人公。寒いギャグを連発する。やはり妄想癖がある。
鈴和田 純子（すずわだ じゅんこ）
声 - 花月夢菜
主人公の1年後輩。小柄かつ引っ込み思案な性格。明宏に好意を抱いてラブレターを送り、交際するようになる。
大崎 のぞみ（おおさき のぞみ）
声 - 南雲涼
純子と同じく1年生で、純子の親友。大柄かつ男勝りの性格。純子と明宏の邪魔をしないよう距離を置こうとするが、それを心配する明宏に好意を持ち始める。

### 第3話
杉井 信隆
第3話の主人公。生徒会の書記を務め、3年生からの業務を引き継いでいる最中。綾に憧れている。
須藤 綾（すどう あや）
声 - 北都南
信隆の先輩で、生徒会の副会長。上品な物腰で、後輩への面倒見もいい。実は不良に輪姦された上、それを撮影した写真の存在によって脅されていたが、最終的に信隆に救われる。
山本 ひかる（やまもと ひかる）
声 - 天満和音
UFOの存在を固く信じ、自ら立ち上げた｢超常現象研究会｣の勧誘に日々を送っている。誰も真剣に取り合わないものの、その豊満な体躯に魅せられて、渋々参加するものも少なくない。

### サブキャラクター
御堂 冴子（みどう さえこ）
声 - 北都南
学園の校医を務める。淫乱な性分をしており、保健室ではしばしば生徒や他の教師と情事が繰り広げられている。また、主人公達が誘惑されることもある。
山中 零二（やまなか れいじ）
主人公達の悪友。常に女の子に関する情報を収集し、また追っかけ回している。
平塚（ひらつか）
主人公達の担任教師。強面で、ふざけた生徒には体罰も辞さない。

## スタッフ
- 原作、企画、製作、総指揮、脚本、プロデューサー、演出、コンテ - 杉井信隆
- キャラクターデザイン、作画 - JoyDivision